# Agrodiaetus persica
Agrodiaetus persica är en fjärilsart som beskrevs av Forster. Agrodiaetus persica ingår i släktet Agrodiaetus och familjen juvelvingar. Inga underarter finns listade i Catalogue of Life.